# Idappadi
Idappadi är en ort i Indien.   Den ligger i distriktet Salem och delstaten Tamil Nadu, i den södra delen av landet, 1 900 km söder om huvudstaden New Delhi. Idappadi ligger 209 meter över havet och antalet invånare är 51 642.
Terrängen runt Idappadi är platt åt nordost, men åt sydväst är den kuperad. Runt Idappadi är det tätbefolkat, med 636 invånare per kvadratkilometer. Idappadi är det största samhället i trakten. Omgivningarna runt Idappadi är en mosaik av jordbruksmark och naturlig växtlighet.